# Památník neznámého vojína (Avala)

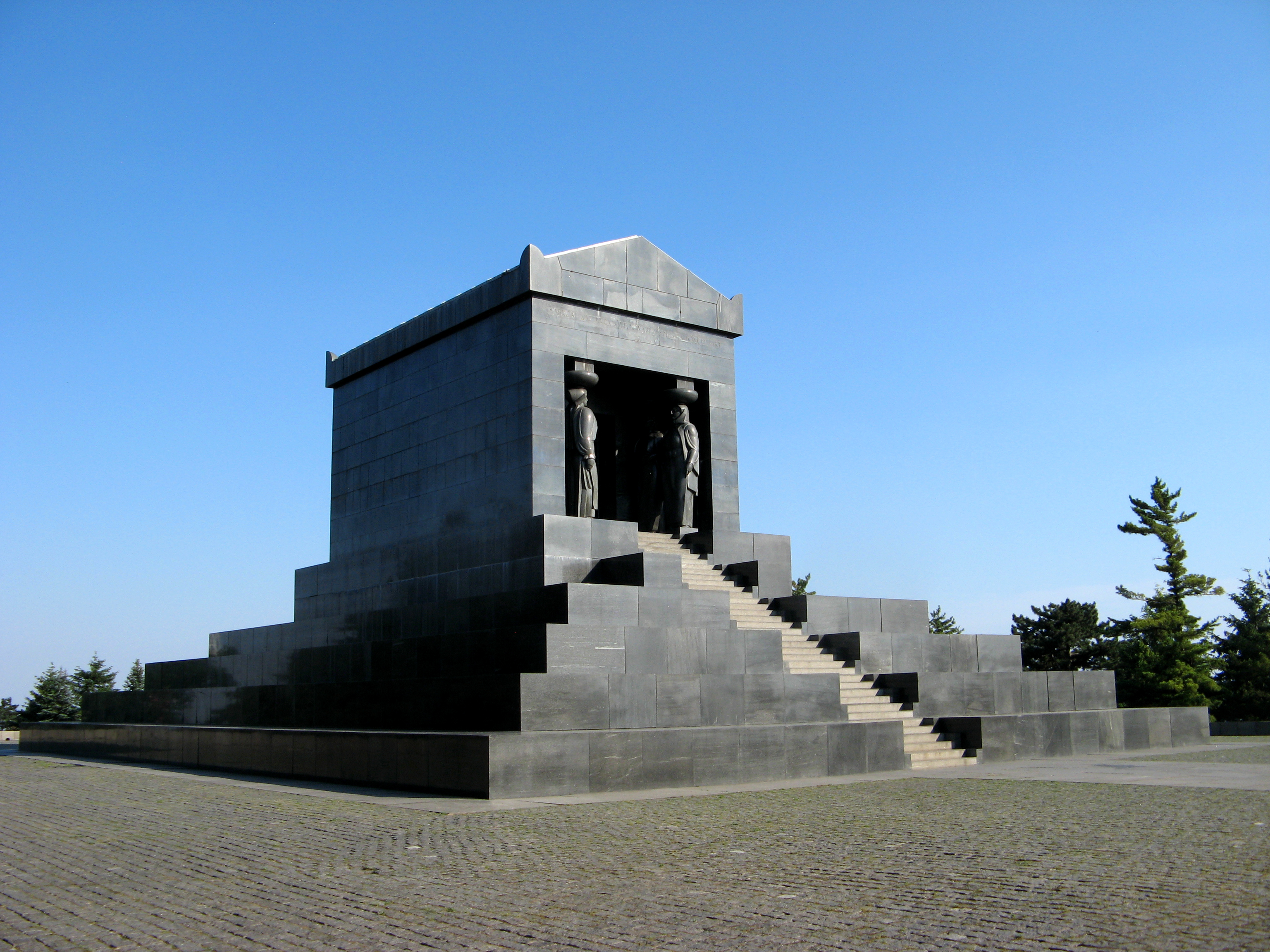
Pohled na památník

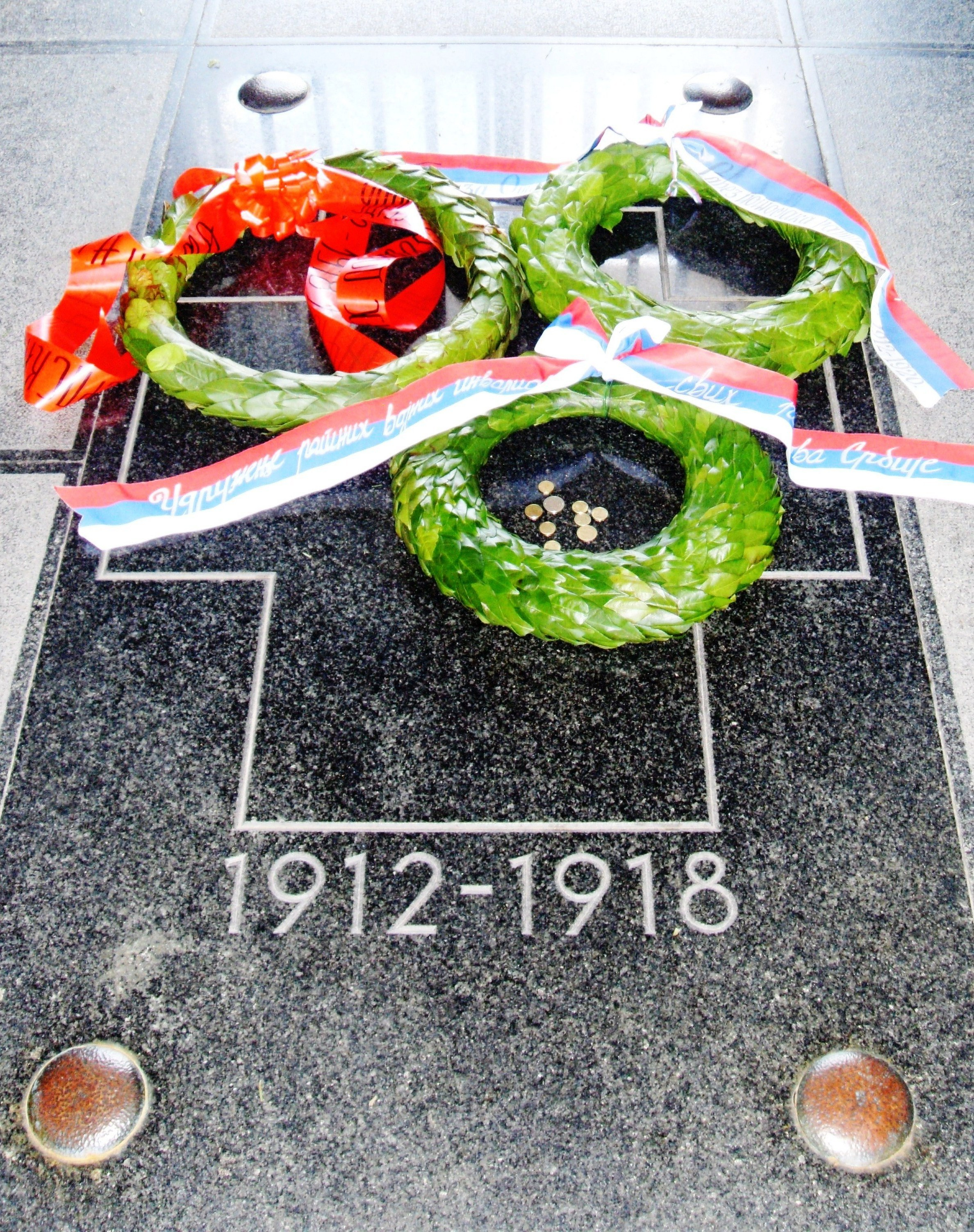
Hrob nacházející se uvnitř památníku

Památník neznámého vojína (srbsky v cyrilici Споменик Незнаном јунаку, v latince Spomenik Neznanom junaku) se nachází na vrchu Avala jižně od Bělehradu, v Srbsku. Je dílem akademického sochaře Ivana Meštroviće. Dokončen byl v roce 1938 a vznikl podle anglického a francouzského vzoru, jako tomu byl v řadě jiných dohodových zemích.
Výstavbu památníku neznámého vojáka na Avale inicioval tehdejší král Aleksandar I. Karađorđević jako symbol uctění obětí balkánských válek a první světové války. Proto je také na památníku uvedeno časové rozmezí 1912-1918, překrývající období obou konfliktů.
Památník byl vybudován v letech 1934 až 1938 na místě původní středověké pevnosti Žrnov a nedaleko od skromného, menšího památníku. Základní kámen byl položen na Vidovdan (28. června) 1934. Pro jeho výstavbu bylo spotřebováno 8000 m³ černého mramoru původem z okolí města Jablanica. Výstavba objektu neprobíhala snadno a byla předmětem kritiky. Branislav Nušić veřejně odmítal památník, který se nachází přes deset kilometrů od Bělehradu, který za první světové války těžce strádal. Žádal jeho přemístění na hlavní bělehradské náměstí Republiky, nicméně král byl v tomto směru neoblomný. Památník tak vyrostl na jednom z vrcholů kopce Avala (na druhém byla později zbudována televizní věž).
Budova byla navržena jako neoklasicistní řecký chrám podle vzoru perského vladaře Kýrose Velikého, která se nachází v Pasargadách v dnešním Íránu. Hrob je umístěn na pětistupňové pyramidě z černé žuly a strop stavby drží symbolicky karyatidy, představující matky vojáků ze všech národů a krajů tehdejší Jugoslávie. Je jich celkem osm (na západní straně: Slovinka, Chorvatka, Dalmatinka, Bosenka; na straně východní: Černohorka, Vojvodinka, Srbka a Jihosrbka). Každá z karyatid váží 12 tun a vysochány byly pod Meštrovićovým dozorem v jeho ateliéru ve Splitu. 
V okolí památníku se rozkládá rozsáhlý park. K samotnému hrobu vede monumentální schodiště.  
Památník byl zapsán do registru památek SFRJ chráněných zákonem v roce 1987 a roku 2006 byl spolu s okolím rekonstruován.
Každoročně 15. února představitelé Srbska na den státnosti (Výročí druhého srbského povstání) pokládají k památníku květiny.